# Писемский, Алексей Феофилактович
Алексе́й Феофила́ктович Пи́семский (11 (23) марта 1821, Костромская губерния — 21 января (2 февраля) 1881, Москва) — русский писатель и драматург. Вершины творчества — роман «Тысяча душ» (1858) и пьеса из народной жизни «Горькая судьбина» (1859).

## Биография
Родился 11 (23) марта 1821 года в усадьбе Раменье в Чухломском уезде Костромской губернии. Происходил из старинного дворянского рода Писемских.
В 1844 году окончил физико-математическое отделение философского факультета Императорского Московского университета со званием действительного студента и 31 января 1845 года «был определён в число канцелярских чиновников Костромской палаты государственных имуществ» в чине губернского секретаря; 23 октября 1845 года по прошению был переведён в московскую палату государственных имуществ по хозяйственному отделению, где 30 мая 1846 года был определён помощником столоначальника по лесному отделению. Был уволен со службы 8 февраля 1847 года — «по расстроенному здоровью и домашним обстоятельствам».
Женился 11 октября 1848 года на дочери Павла Петровича Свиньина Екатерине (1829—1891). В браке с ней имел четверых детей: Павла (1850), Аполлона (1851), Николая (1852) и Евдокию (1856).
В октябре 1848 года вернулся на службу — младшим чиновником особых поручений в костромском губернском правлении; 17 августа 1849 года был произведён в коллежские секретари. Дом, в котором жил писатель в Костроме, сохранился (современный адрес — Горная улица, д. 7/2, мемориальная доска)
Когда в конце 1853 года был определён в Херсонское губернское правление, ушёл из ведомства внутренних дел и 25 марта 1854 года определился в Департамент уделов. В декабре 1855 года был командирован в ведомство Морского министерства, возвратившись 21 января 1857 года; 20 апреля того же года был уволен, по прошению, в отставку.
Оставшись без журналистского заработка, с 1866 по 1872 гг. он служил в московском губернском правлении. Окончательно вышел в отставку в чине надворного советника.
Умер 21 января (2 февраля) 1881 года в Москве. Похоронен в Новодевичьем монастыре.

## Литературная деятельность
Дебютировал в печати в 1848 году. На первых порах печатался в журнале Михаила Петровича Погодина «Москвитянин», хотя и расходился по некоторым вопросам с его «молодой редакцией». Известность пришла после повести «Тюфяк» (1850). Среди других авторов «Москвитянина» (и в целом русских писателей 1850-х гг.) Писемский выделялся мастерством «рассказоведе́ния», увлекательностью сюжетостроения. Первый роман «Боярщина» (1846, опубликован 1858) написан в духе натуральной школы. К 1840-м годам относится сохранившаяся в рукописи большая порнографическая повесть Писемского «Эротические похождения одной весьма почтенной барыни» (РГАЛИ, Ф. 375. Оп. 2. Ед. хр. 1), лишённая литературных достоинств и интересная разве что как ранний пример русской порнографии в прозе.
В конце 1850-х и начале 1860-х гг. Писемский по своему литературному весу не уступал Толстому и Достоевскому. Его сочинения переводили на европейские языки и оживлённо обсуждали в «толстых журналах». Самым значительным произведением считается роман «Тысяча душ» (1858) — редкий для русской литературы пример «делового романа», во многом предвещающий эстетику натурализма. В 1863 г. с оглушительным успехом была поставлена написанная четырьмя годами ранее трагедия «Горькая судьбина», за которой закрепилась репутация «одной из лучших пьес русской драматургии».
В 1857—1860 годах Писемский совместно с Александром Васильевичем Дружининым, а в 1860—1863 годах единолично редактировал журнал «Библиотека для чтения». В журнале «Искусства» заведовал литературным и театральным отделами. В это время он продолжал напряжённо искать собственный «третий путь» между либералами и консерваторами, западниками и славянофилами:

«Основой его мировоззрения навсегда остался несколько скептический здравый смысл вместе с сильным русским самосознанием; чужестранное его не интересовало, но ни Россию, ни русских он не идеализировал и не разделял националистического идеализма славянофилов».
В «Библиотеке для чтения» Писемский без всякого пиетета отзывался о молодом поколении и высмеивал оптимистическую веру современников в прогресс. Особенно же раздражало его торжество купеческого («торгашеского») начала в пореформенной России. Один из фельетонов, скептически упоминавший воскресные школы (Писемский был против того, чтобы говорить их ученикам «вы»), вызвал бурю негодования среди либералов, вынудив писателя порвать с журналистикой и уехать из Петербурга в Москву. Там он засел за роман против «нигилистов» — «Взбаламученное море» (1863), где деятельность революционеров представлена как плод дворянской праздности.
В молодости пытался стать актёром; даже годы спустя читал свои произведения выразительнее, чем кто-либо из знаменитых писателей своего времени.
Распространено мнение, что писательскую репутацию Писемского, особенно среди читателей и критиков либеральных взглядов, уничтожило именно «Взбаламученное море». Для последующих произведений Писемского характерен мрачный колорит: «неверие в будущее страны, мотивы „заката цивилизации“, засилия плоти и материальных интересов». Их публикация прошла практически незамеченной.
В романах «Люди сороковых годов» (1869) и «Масоны» (1880—1881) Писемский противопоставляет безрадостной современности идеалистические увлечения людей предыдущих поколений. По словам Юлия Исаевича Айхенвальда, в последние годы жизни Писемского «его угасавшее вдохновение отдавало себя обетованиям и чаяниям масонства, уносилось за пределы того быта, который нашел в нём своего художника, своего питомца, но и своего критика».
Творческий упадок Писемского связывают с общим недостатком культуры, возрастной депрессией и пристрастием к спиртному, усугубившимся после самоубийства сына. Вот как описывает посещение писателя общественный деятель Анатолий Фёдорович Кони:

«Он отстранил рукой налитый ему стакан чаю и, налив большую рюмку водки, выпил её залпом, ничем не закусив. Через несколько минут он повторил то же самое и угрюмо замолчал, неохотно отвечая на вопросы. Через десять минут он выпил третью рюмку. Я взглянул вопросительно на бедную Екатерину Павловну. Она с печальной улыбкой в ответ мне пожала плечами и с затаённым страданием посмотрела на мужа».

## Адреса

Памятник А. Ф. Писемскому в Костроме

- 1856—1858 — доходный дом — Санкт-Петербург, набережная Лиговского канала, 34;
- 1858—1863 — дом Адама — Санкт-Петербург, Большая Садовая улица, 51.
- В 1864 году Писемский просил выкупных денег за 15 крестьянских душ принадлежавшей ему деревни Вонышево Костромской губернии, по 120 руб. за душу. На вырученные деньги он купил двухэтажный дом в Москве в Борисоглебском переулке.

## Увековечение памяти
- Улица Писемского — улица в Сестрорецке, Волгограде, Ярославле, Новосибирске, Ростове-на-Дону, Горловке (ДНР).
- Борисоглебский переулок в Москве в 1961—1994 назывался улицей Писемского.
- Чухломской районный краеведческий музей имени А. Ф. Писемского.
- В городе Костроме на Горной улице установлен памятник-бюст А. Ф. Писемскому. Колесный пароход «Писемский» до 1990-х годов был стоячей турбазой на р. Ветлуга. В середине 2000-х годов разделан на металлолом.

## Собрания сочинений
- Писемский А. Ф. Полное собрание сочинений: в 8-ми т. — «Товарищество А. Ф. Маркс», 1910.
- Писемский А. Ф. Собрание сочинений: В 9-ти т. — М.: Правда, 1959.
- Писемский А. Ф. Собрание сочинений: В 5-ти т. — М.: Художественная литература, 1982.

- Боярщина (1846, издан в 1858)
- Богатый жених (1851)
- Тысяча душ (1858)
- Взбаламученное море (1863)
- Люди сороковых годов (1869)
- В водовороте (1871)
- Мещане (1877)
- Масоны (1880)

- Тюфяк (1850)
- Сергей Петрович Хозаров и Мари Ступицына (1851)
- M-r Батманов (1852)
- Виновата ли она? (1855)

- Нина (1848)
- Комик (1851)
- Питерщик (1852)
- Леший (1853)
- Фанфарон (1854)
- Плотничья артель (1855)
- Старая барыня (1857)
- Старческий грех (1861)
- Батька (1862)
- цикл «Русские лгуны» (1865)
- Капитан Рухнев (1879) — единственный рассказ из задуманного автором цикла «Уже отцветшие цветки»

- Ипохондрик (1852)
- Раздел (1853)
- Ветеран и новобранец (1854)
- Горькая судьбина (1859)
- Бывые соколы (1864)
- Бойцы и выжидатели (1864)
- Птенцы последнего слета (1865)
- Самоуправцы (1867)
- Поручик Гладков (1867)
- Милославский и Нарышкины (1867)
- Хищники (1873)
- Ваал (1873)
- Просвещенное время (1875)
- Финансовый гений (1876)
- Матери-соперницы
- Семейный омут